# Eastbourne
För andra betydelser, se Eastbourne (olika betydelser).
Eastbourne (engelskt uttal: [ˈiːstbɔːrn]
 ( lyssna)) är en stad i grevskapet East Sussex i sydöstra England. Staden ligger på den engelska sydkusten, cirka 30 kilometer öster om Brighton. Tätorten (built-up area) hade 99 189 invånare vid folkräkningen år 2021. Eastbourne nämndes i Domedagsboken (Domesday Book) år 1086, och kallades då Borne/Burne.
Den höga kritklippan Beachy Head med tillhörande fyr ligger nära Eastbourne.

## Kända personer från Eastbourne
- Frederick Hopkins (1861–1947), läkare och biokemist
- Frederick Soddy (1877–1956), radiokemist
- Angela Carter (1940–1992), författare
- Theresa May (1956–), konservativ politiker